# جون بويت
جون بويت (بالإنجليزية: John Boyett)‏ هو لاعب كرة قدم أمريكية ولاعب كرة القدم الكندية أمريكي، ولد في 20 ديسمبر 1989 في نابا في الولايات المتحدة.

## وصلات خارجية
- جون بويت على موقع مرجع كرة القدم المحترفة.كوم (الإنجليزية)